# 努爾貝克 (馬里蘭州)
努爾貝克（英語：Norbeck）是位於美國馬里蘭州蒙哥馬利縣的一個非建制地區。

## 地理
努爾貝克所處的海拔為高於海平面151米（即495英呎），而該地所採用的時區為UTC-5，即北美东部時區（EST）。同時該地設有夏令時間，為UTC-5調快一小時，即UTC-4（EDT）。